# Sächsische Dampfschiffahrt
Sächsische Dampfschiffahrt, ibland kallat Weiße Flotte (vit flotta), är den största flottan av hjulångare i världen och den äldsta som fortfarande existerar. Den trafikerar floden Elbe från Diesbar-Seußlitz (del av Nünchritz) som ligger nära Meissen över Dresden till Bad Schandau. I sällsynta fall kör fartygen till och med till Ústí nad Labem i Tjeckien. Det ansvariga kommanditbolaget, Sächsische Dampfschiffahrts GmbH & Co. Conti Elbschiffahrts KG, har sitt huvudkontor i Dresden. Idag (2011) ingår nio hjulångare i flottan som dessutom består av fyra motorfartyg.

## Historia
Redan 1834, två år före flottans etablering, fanns ett ångfartyg på sträckan Hamburg-Dresden.
Den 8 juli 1836 undertecknade kungen Fredrik August II av Sachsen en urkund som gav 12 personer i Dresden privilegiet att grunda ett bolag för ångfartygstrafik. Johann Andreas Schubert som var professor för matematik och mekanik vid Dresdens tekniska skola blev ansvarig för konstruktionen av bolagets hjulångare. Som förebild tog han ångfartyg som han kände från floden Seine i Frankrike. Sjösättningen av det första fartyget, Königin Maria, ägde rum 1837 och den första turen gick till orten Rathen i Elbsandsteingebirge.
Ett konkurrerande bolag från Böhmen övertogs 1851. 1857 hade flottan 10 hjulångare för persontrafik och fram till 1890 ökade antalet fartyg till 24. Sedan 1910 var Elbes strandlinje i centrala Dresden flottans hamn. 1936 firades flottans hundraårsdag och den trafikerade sträckan var 320 km lång, från Litoměřice till Dessau.
Under andra världskriget fick flottan en kamouflagemålning. Fartygen användes bland annat under Hamburgs evakuering samt som lasarett- och transportfartyg. Tre hjulångare förstördes av bombplan och ett fartyg användes en tid som färja, då broarna i Dresden var skadade. Under hela kriget förlorade flottan 6 fartyg.
Under den östtyska tiden blev flottan som numera hade 16 hjulångare folkägt. Årligen färdades ungefär 1,5 miljoner personer till de olika utflyktsmålen.
Treuhandanstalt tilldelade flottan 1992 rederiet Conti med säte i München. Vid tidpunkten fanns åtta historiska hjulångare kvar och för dessa bildades bolaget Sächsischen Dampfschiffahrts GmbH & Co. Conti Elbschiffahrts KG där förbundslandet Sachsen har största andelen. Fram till 193/94 sanerades och restaurerades alla fartyg innan de åter sattes i bruk på Elbefloden. 1999 köptes fartyget Krippen tillbaka som utgör den nionde hjulångaren i flottan.